# Championnat de France féminin de rink hockey 2011-2012
Navigation
Nationale 1 2010-2011 Nationale 1 2012-2013
L'édition 2011-2012 du Championnat de France de rink hockey féminin regroupe 6 clubs.

## Équipes
- RAC Saint-Brieuc
- US Coutras
- CS Noisy Le Grand
- SPRS Ploufragan
- SA Mérignac
- Nantes Métropole

## Règlement
En fin de saison, en cas d'égalité de point entre deux équipes, celles-ci sont départagées au nombre de points remportés sur les deux rencontres, puis au goal average particulier sur les deux confrontations.

## Résultats
| Résultats (dom.\ext.)                                      | RAC | USC | CSN | SPRS | SAM | NM |
| RAC Saint-Brieuc                                           |     | -   | -   | -    | -   | -  |
| US Coutras                                                 | -   |     | -   | -    | -   | -  |
| CS Noisy Le Grand                                          | -   | -   |     | -    | -   | -  |
| SPRS Ploufragan                                            | -   | -   | -   |      | -   | -  |
| SA Mérignac                                                | -   | -   | -   | -    |     | -  |
| Nantes Métropole                                           | -   | -   | -   | -    | -   |    |
| - Victoire à domicile - Match nul - Victoire à l'extérieur |     |     |     |      |     |    |

## Classement
| Rang | Équipe            | Pts | J  | G  | N | P | Bp  | Bc | Diff |
| ---- | ----------------- | --- | -- | -- | - | - | --- | -- | ---- |
| 1    | US Coutras(T)     | 30  | 10 | 10 | 0 | 0 | 101 | 12 | +89  |
| 2    | CS Noisy Le Grand | 24  | 10 | 8  | 0 | 2 | 83  | 24 | +59  |
| 3    | RAC Saint-Brieuc  | 16  | 10 | 5  | 1 | 4 | 35  | 55 | -20  |
| 4    | SPRS Ploufragan   | 12  | 10 | 2  | 0 | 6 | 25  | 52 | -27  |
| 5    | SA Mérignac       | 4   | 10 | 1  | 1 | 8 | 20  | 64 | -44  |
| 6    | Nantes Métropole  | 3   | 10 | 1  | 0 | 9 | 19  | 76 | -57  |